# Puntarenas
Puntarenas è un distretto della Costa Rica, capoluogo del cantone e della provincia omonimi.
La città è ubicata su una penisola sabbiosa lunga 8 km, larga in media 400 metri, che si estende verso l'Oceano Pacifico per qualche chilometro, altri centri urbani ubicati nella Penisola di Nicoya sono collegati al capoluogo con una rete di traghetti. Dal porto di Puntarenas si possono raggiungere in questo modo Paquera e Naranjo.
La città di Puntarenas dista 115 km da San José, la capitale, ed è collegata a quest'ultima da una strada nazionale a due sole corsie. 
La città era in passato il porto più grande del paese. Nel XIX secolo e fino all'inizio del XX, merci come il caffè venivano trasportate con carri trainati da buoi dalle alture dell'entroterra fino alla costa e quindi imbarcate sulle navi che le portavano in Europa doppiando Capo Horn. In seguito alla costruzione della ferrovia per Puerto Limón, Puntarenas perse parte della sua importanza, pur restando il principale porto della costa del Pacifico.
La sua funzione dominante cessò però nel 1981, quando fu inaugurato un nuovo porto a Puerto Caldera, circa 18 km a sud-est di Puntarenas, e la città si dedicò quindi alla sua attuale fonte di sopravvivenza economica: il turismo. Alla fine degli anni '90 Puntarenas è diventata approdo delle grandi navi da crociera che attraversano il Pacifico. In modo da attrarre un numero sempre maggiore di turisti, le autorità hanno ripulito la zona del pontile principale. 
Nonostante il calo dei traffici commerciali, nella stagione secca Puntarenas (chiamata la "Perla del Pacifico") è una città in pieno fermento: ci sono gli stranieri che arrivano per prendere i traghetti diretti alla Penisola di Nicoya e i villeggianti costaricani che sbarcano a frotte sulle spiagge. Qui le acque del mare sono inquinate, sebbene il versante meridionale del capo sia dichiarato balneabile.